# Nicolaus camena
Nicolaus camena är en insektsart som beskrevs av Rauno E. Linnavuori 1969. Nicolaus camena ingår i släktet Nicolaus och familjen dvärgstritar. Inga underarter finns listade i Catalogue of Life.